# Білл Йогансен
Білл Йогансен (англ. Bill Johansen, 27 липня 1928, Осло — 21 березня 2001, Тандер-Бей) — канадський хокеїст, що грав на позиції центрального нападника.

## Ігрова кар'єра
Професійну хокейну кар'єру розпочав 1949 року.
Усю професійну клубну ігрову кар'єру, що тривала 17 років, провів, захищаючи кольори команд АХЛ, ЗХЛ. Провів лише один матч у складі клубу НХЛ «Торонто Мейпл-Ліфс».